# Contrato de mutuo
El mutuo o préstamo de consumo es un contrato en virtud del cual una persona (prestamista o mutuante) entrega a otra (prestatario, mutuario) dinero u otra cosa consumible, para que se sirva de ella y devuelva después otro tanto del mismo género y cantidad.

## Historia
Joel Chirino explica los antecedentes del contrato mutuo, pues manifiesta que “el contrato de mutuo se reguló en el derecho griego y en el derecho romano como un préstamo de consumo. Originalmente fue considerado gratuito dado que sólo se practicaba por lazos de amistad y sólo cuando se impuso una contraprestación al contrato, éste se convirtió en un acto jurídico reglamentado por el derecho de gentes. Su práctica común se inicia al fin de la república como consecuencia de la escasez de dinero resentida por los romanos. Posteriormente el préstamo marítimo propició la práctica comercial de este contrato. Aunado a la crisis económica el interés subió en forma considerable. Ante este nuevo fenómeno se fue acrecentando la necesidad de proteger al mutuario contra las acciones usureras de quienes practicaban el préstamo y por primera vez fue fijada una tasa máxima legal del 1% mensual. –En la época de Justiniano este porcentaje fue reducido al cincuenta por ciento. Posteriormente, bajo el imperio bizantino y la influencia cristina, el mutuum con interés fue prohibido totalmente al considerarse como un pecado. La prohibición del interés en el mutuum subsistió desde la época de Carlomagno hasta la revolución francesa.”
Pese a que puede tratarse de cualquier especie consumible, por antonomasia el mutuo es un contrato de préstamo de dinero, el cual suele ser remunerado mediante el pago de intereses en función del tiempo. Si el mutuo se encuentra garantizado mediante un derecho real de hipoteca se denomina mutuo hipotecario.
Una especie de préstamo son las líneas de crédito asociadas a las cuentas corrientes. A través de ellas, el banco deja a disposición del cliente una cantidad de dinero y no cobra intereses mientras no lo use. Solo lo hace cuando se utiliza ese dinero. Aunque no siempre se piden al banco, sino que pueden prestarse por las financieras (como sucede con los préstamos rápidos, más fáciles de obtener, limitados a una cantidad y con un interés unas tres veces superior a la media del mercado). 
Otra clase es el otorgado a través de las tarjetas de crédito, para gastar una cantidad de dinero y si no se usa no cobran intereses. También es habitual que no se cobre si el gasto es cubierto en el mes siguiente.
Es uno de los contratos de mayor trascendencia y versatilidad, pues constituye el contrato más utilizado dentro del sistema financiero nacional e internacional y sirve también para satisfacer las necesidades económicas de la vida diaria, en diversos niveles y proporciones.

## Partes dentro del contrato de mutuo
- Mutuante: Es quien se obliga a transferir la propiedad de una suma de dinero o de otras cosas fungibles al mutuario.
- Mutuario: Es quien recibe el dinero o bienes fungibles y se obliga a devolver otra suma igual de dinero u otro tanto de bienes fungibles de la misma especie y calidad.
NOTA: Un bien fungible es un bien que puede ser intercambiable y se consume con su uso.
El Contrato de Mutuo se ha definido por la legislación Colombiana como “un contrato en el que una de las partes (mutuante), entrega a la otra (Mutuario) cierta cantidad de las cosas consumibles con el compromiso de restituir otras tantas del mismo género y calidad. (Artículo 221 Código Civil vigente).    
Según el artículo 1932 del Código Civil (Hoy artículo 2222 Código civil vigente); en el “Mutuo” se transfiere el dominio de la cosa mutuada, sometiendo la existencia del contrato al requisito  este de la transferencia o tradición del dominio, requisito sin el cual no existe el mutuo; debe entenderse aquí, conforme el artículo 1955 del Código Civil, que el Mutuo en el mismo momento en que se realiza la tradición de la cosa, “se perfecciona”; es decir, “no se perfecciona el contrato de mutuo, sino por la tradición; y la tradición transfiere el dominio. (Artículo 2222 código civil vigente).” De igual manera, en el Contrato de mutuo, se deben reunir los mismos requisitos exigidos para la validez de un contrato, como lo son:
Capacidad. Siendo un contrato que comprende la transmisión de la propiedad, es lógico que las partes; el mutuante y el mutuario, deben gozar de aptitud legal para contratar, y disponer de los bienes.
Consentimiento. Al ser el contrato de mutuo, creador de obligaciones, el consentimiento no puede faltar, pues, afectaría la existencia del contrato. Todo acuerdo de voluntades es constitutivo del contrato.
También se debe tener en cuenta, que respecto de  este elemento, se desprenden otros muy importantes para las partes, y ellos son:
El Error. Que es una falsa noción sobre la persona, sustancia o sobre el tipo de acto, siempre que la misma sea determinante para que las partes den o no su consentimiento.
La Fuerza. Es la Coacción aplicada sobre la voluntad de una persona, a tal punto de obligarla a celebrar un contrato.
El Dolo. Consiste en recurrir a maniobras que contienen error, induciendo a la persona a dar su consentimiento bajo esas circunstancias.
La Licitud del objeto: Debe recaer sobre cosas fungibles comerciables, cuya venta no está prohibida por la ley o las buenas costumbres.
La Causa lícita: La Causa es el motivo inmediato  que induce a contraer la obligación, siempre que no esté prohibido por la ley, o no sea contrario a las buenas costumbres y al orden público.

## Características
- En cuanto al nombre El mutuo es un contrato nominado y tiene sus orígenes en el antiguo derecho romano. Según Paulo y Gayo, se deriva del latín meun y tetum (lo mió se hace tuyo). En el plano doctrinario recibe también el nombre de 'préstamo de consumo".[9]
- En cuanto a su regulación El mutuo es y ha sido en nuestros códigos civiles un contrato típico: siempre ha estado jurídicamente regulado.[9] Asimismo, al inicio de nuestro estudio hemos podido corroborar dicha característica, en tanto hemos observado como la figura es regulada en los diversos sistemas jurídicos.
- En cuanto a sus estructura Por su estructura, el mutuo es y ha sido siempre un contrato simple, pues da lugar a una relación jurídica.
- En cuanto a su contenido o área El mutuo puede ser tanto un contrato civil como mercantil.[10]
- Dado que el objeto del contrato de mutuo son cosas fungibles o consumibles, obliga al hacerse la entrega, el utilizar un mecanismo traslaticio de dominio; y que al mutuario al usar la cosa entregada, la consumirá.[11] En este caso, dentro de sus características encontramos:

1.- ES REAL. Ya que se perfecciona mediante la entrega de la cosa acordada o pactada, tal como lo prescribe el artículo 2222 del Código Civil Colombiano, que expresa: “no se perfecciona el contrato de mutuo, sino por la tradición, y la tradición del dominio”.
Vemos que esta tradición, se deben tener en cuenta dos aspectos muy importantes; se tiñe tradición con la entrega  como hecho meramente material; y el segundo, la tradición como modo o forma de adquirir el dominio de las cosas prestadas; ya que al recibirse el bien mutuado, si la parte mutuante tiene plena capacidad, se transfiere el dominio, por ser este un acto traslaticio del derecho de propiedad. Pero, si el prestador, no es dueño de la cosa, no hay tradición, así se haga la entrega (Artículo 640 Código Civil Colombiano).
2.- ES UNILATERAL. Perfeccionado el contrato con la entrega, se deriva la obligación para el  receptor (Mutuario), de devolver otras cosas tantas del “mismo género y calidad”; además de pagar, en el evento que ello se hubiere pactado intereses, no se desprende en principio, obligaciones para el “mutuante”, y este se coloca en una espera pasiva para el cumplimiento de la prestación a cargo del “mutuario”.
3.- ES GRATUITO. Por la naturaleza del contrato de mutuo, es el  “mutuario” el que recibe la utilidad del acto jurídico; el mutuante, es el que sufre el gravamen. Cuando ello ocurre, se ofrece el mutuo gratuito. Pero esta característica no es esencial; pues, se puede imponer al “mutuario” la obligación de pagar intereses, convirtiéndose el contrato en oneroso y conmutativo.
4.- ES PRINCIPAL.  Esto, en el entendido de que subsiste por sí mismo, sino de otra convención o acuerdo; y por el contrario, otro tipo de negocios acuden al mutuo, para servirle de garantía; caso de la prende e hipoteca.
5.- ES NOMINADO. Ya que su desarrollo y calificación, se desprenden del Código Civil Colombiano (artículos 2221 y 2235).

## Diferencia entre mutuo y comodato
La diferencia fundamental entre ambos es que en el comodato se restituye la misma cosa; mientras que en el mutuo se restituyen cosas de la misma calidad y cantidad, por lo tanto se entiende que el comodato carece del efecto traslativo que tiene el mutuo. 
El comodato se aplica sobre cosas no fungibles, es decir, sobre aquellas que no pueden ser sustituidas, el mutuo se aplica a cosas fungibles, aquellas que si pueden ser restituidas. El comodato es esencialmente gratuito, mientras que el mutuo es solo gratuito por su naturaleza. 
El comodato tiene 2 aspectos importantes:
- Presupone la entrega de la cosa para el perfeccionamiento del contrato
- No confiere al comodatario ningún derecho real sobre la cosa dada en préstamo.

El contrato mutuo:
- Es un contrato real porque se perfecciona con la entrega de La cosa.
- Es un contrato unilateral.
- Es formal.
- Puede ser gratuito u oneroso. Las cosas que se entregan por el mutuante al mutuario deben ser consumible, o fungibles aunque no sean consumibles, con lo cual está delimitado el objeto del mutuo. La diferencia del mutuo con el Comodato: Este es un préstamo de uso, la diferencia esencial reside en la naturaleza de la cosa prestada; en el mutuo la cosa es consumible o fungible. en cambio en el comodato la cosa no debe ser consumible ni fungible.

## Clasificación
- Traslativo de dominio: En cuanto transfiere la propiedad de las cosas al mutuatario, estando este obligado únicamente a devolver el género.[14]

obligado únicamente a devolver el género.
- Principal: Porque para su existencia y validez no depende de otro contrato, o sea que tiene fines y vida propia.[15]
- Unilateral: Solo produce obligaciones para una de las partes, que es el mutuatario.[16]
- Contrato real: ya que sus efectos propios no surgen hasta que se realiza la entrega de la cosa.[17]
- Gratuito por naturaleza y oneroso por excepción: Es gratuito porque el mutuatario no está obligado a pagar contraprestación alguna si esta no se pacta expresamente. Para el Código Civil de España el contrato de préstamo es naturalmente gratuito, pues, según el artículo 1.755 CC, «no se deberán intereses sino cuando expresamente se hubiesen pactado». Dicha norma, sin duda, es un trasunto de la práctica generalizada en las relaciones jurídico-civiles (piénsese en la mayor parte de los préstamos entre familiares o amigos), en las que el préstamo no suele responder a motivos privados de lucro alguno para el mutuante o prestamista.
- Conmutativo: Porque desde el momento en que las partes celebran el contrato conocen las cargas y los gravámenes ya que se encuentran determinadas en el contrato.
- Consensual Es la oposición al formal: No requiere ninguna formalidad para su validez, sino que por el contrario, el consentimiento puede manifestarse de una manera expresa o tacita. Expresa cuando se hace por escrito, verbalmente o por signos inequívocos, y tacita cuando se dan ciertos hechos o actos que suponen o autorizan a presumir el consentimiento.

## Clases de mutuo
El mutuo se puede clasificar de las siguientes maneras:
- Por la legislación que lo regula, se puede clasificar en civil y mercantil.[18]
  - Civil:  Normalmente se encuentra regulado en el Código Civil y es el que se realiza entre particulares.[19]
  - Mercantil: Se reputa mercantil el préstamo cuando se contrae en el concepto y con expresión de que las cosas prestadas se destinen a actos de comercio y no para necesidades ajenas a este. Se presume mercantil el préstamo que se contrae entre comerciantes.

el contrato de mutuo para vivienda exige que el prestamista, quien es el acreedor de la obligación dineraria, sea una parte cualificada y vigilada por la hoy Superintendencia Financiera El Contrato de mutuo para vivienda, evolución y particularidades
- Simple o con interés. Es mutuo simple cuando el mutuario no está obligado a pagar ninguna contraprestación por lo recibido; es mutuo con interés cuando el mutuario se obliga expresamente a pagar una retribución que puede consistir en una cantidad de dinero u otros bienes. Se entiende por interés la compensación que el mutuario da al prestamista, consistente en una cantidad de dinero o de otros bienes, generalmente valuada en un tanto por ciento sobre el valor de las cosas dadas en mutuo.
- Por el objeto del contrato: préstamo de dinero y préstamo de cosas fungibles que no son dinero.

## Elementos del contrato
Según un concepto jurídico amplio hay cinco elementos o vertientes donde se evidencian tales elementos: Capacidad plena, Consentimiento, Objeto, Forma, Promesa de mutuo; además cada uno de estos elementos viene con una breve explicación.
1.	Promesa de mutuo: 
Primer que todo si está promesa es gratuita, el mutuario queda anulado para demandar sino cumple, pero se puede demandar en el caso de que sea oneroso y este cause o genere daños y perjuicios “el plazo para demandar es de 3 meses”
2.	Objeto: 
Este elemento no tiene una gran definición, lo que nos dice básicamente es que este contrato recae sobre bienes fungibles “dinero” y consumibles. Aclarando que los fungibles deben ser lícitos.
3.	Capacidad plena: 
En una breve explicación la capacidad plena, las partes que firman el contrato sea “mutuante o mutuario”; obligadamente deben de contar con total capacidad de ejercicio.
4.	Forma: 
La forma más sencilla es que para hacer este contrato, es que se requiere de manera escrita, pero no exige ningún tipo de formalidad. 

### Elementos esenciales
- Consentimiento: Surge cuando las partes (mutuante y mutuario) se ponen de acuerdo respecto a la cosa o dinero que se transmite.[23]
- Objeto: Lo constituye la cantidad de dinero o los bienes fungibles que el mutuante se obliga a transmitir al mutuario.

### Elementos de validez
- Capacidad: El Código no regula especialmente la capacidad para ser prestamista, que se regulará por las normas generales.  Actualmente no pueden tomar dinero a préstamo, además de los incapaces para contratar, los menores emancipados y los que hayan obtenido judicialmente el beneficio de la mayor edad, que necesitarán para ello el consentimiento de sus padres o de su tutor.
- Forma: No necesita que el consentimiento se exteriorice de determinada manera para su validez, sino que puede ser expreso o tácito. Expreso cuando se hace por escrito, en forma verbal, por medios electrónicos, ópticos o cualquier otra tecnología y tácito cuando se realizan ciertos hechos o actos que suponen o autorizan a presumir el consentimiento.

## Obligaciones[24]
Obligaciones del mutuante: 
- Transferir el dominio de la cosa.
- Entregar la cosa.
- Responder a los vicios o defectos ocultos.
- Responder de la evicción.

Obligaciones del mutuario
- Restituir las cosas prestadas.
- Pagar intereses pactados.
- Responder de los vicios o defectos ocultos de la cosa devuelta.
- Responder de la evicción.

El mutuo finaliza por las mismas causas por las que finalizan otros contratos. En general, en caso de préstamo sin interés el prestatario puede devolver lo prestado en cualquier momento antes de la finalización del plazo contractual pactado. Sin embargo, en caso de préstamo con interés no existe ese derecho, aunque sí que puede pactarse.
la doctrina y la jurisprudencia, partiendo del régimen jurídico del contrato de mutuo con hipoteca y del incumplimiento de obligaciones por parte del mutuario, se concluye la imposibilidad legal de considerar extinta la deuda encaso de la adjudicación por el mutuante del inmueble hipotecado siempre que el valor de este sea inferior de esa.

### México
Época de la Entrega: En el día, mes y año que hayan convenido las partes. A falta de convenio expreso, 30 días después de la interpelación, ya sea notarial o jurídica según el artículo 2080 del Código Civil Federal.
Estas reglas tienen dos excepciones las cuales se encuentran asentadas en las dos primeras fracciones del Artículo 2385 que dice: Si en el contrato no se ha fijado plazo para la devolución de lo prestado, se observarán las reglas siguientes:
- Si el mutuario fuere labrador y el préstamo consistiere en cereales u otros productos del campo, la restitución se hará en la siguiente cosecha de los mismos o semejantes frutos o productos.
- Lo mismo se observará respecto de los mutuatarios que no siendo labradores, hayan de percibir frutos semejantes por otro título.[27]

### Colombia
Perfeccionamiento del contrato: Este solamente necesita de la tradición de la cosa, aclarando que con esta además se transfiere su dominio, así lo dispone el artículo 2222 del Código Civil. Dicho contrato, contempla el préstamo de cosas fungibles diferentes a dinero, lo cual hace que su restitución se contemple de  una manera diferente, sobre lo cual su solución se contempla en el artículo 2223 del Código Civil, la cual es: 
- Se debe restituir igual cantidad de cosa, del mismo género y cantidad, sin importar si sube o baja su precio.
- Si no fuera posible restituir la misma cosa, el mutuario deberá pagar el precio que tenía la cosa en el tiempo y lugar  que debía hacerse dicho pago.

Atendiendo a dichos casos, es necesario establecer que la tradición " sustituye la efectiva ocupación o aprehensión de la cosa por el accipiente por un juego de actos que la simbolizan o que la sustituyen" 
Además, dicho contrato posee una excepción, y es que el solo consentimiento no basta para la existencia negocial del mismo, así lo establece la Corte Suprema de Justicia en la sentencia SC12743-2017

## Nota aclaratoria
1. ↑  El tratadista Pedro Lafont Pianeta (2002), dice: Fue definido por el Código Civil como “un contrato en que una de las partes entrega a la otra cierta cantidad de cosas fungibles con cargo de restituir otras tantas del mismo género y calidad” art. 2221. Se caracteriza por ser típico, nominado, principal, de carácter real (por que se perfecciona con la entrega de la cosa y en este caso concreto transfiere el dominio correspondiente), unilateral (porque solo crea obligaciones a cargo de quien recibe la cosa, el mutuario, en caso de mutuo gratuito (que lo es por naturaleza) y oneroso (cuando se pacta su rendimiento), de ejecución instantánea y de libre discusión”. (p.69)